# Manuel María Pólit y Laso
 Manuel María Polit y Laso ( Quito, 25 de marzo de 1862 - Quito, 28 de octubre de 1932) fue un sacerdote y arzobispo católico ecuatoriano, que se desempeñó como el 8° Arzobispo de Quito, desde 1918, hasta su fallecimiento en 1932.

## Biografía

### Primeros años y formación
Hijo legítimo
Fue hijo del Dr. Fernando Pólit Cevallos, abogado del foro capitalino y de ideas profundamente conservadoras y María Quintina Lazo Acosta, quiteños, de clase económica acomodada.
Hizo sus primeros estudios con los Hermanos Cristianos y al inicio de la secundaria su padre lo llevó a Nantes (Francia) para que cursara la enseñanza media con los mismos hijos de La Salle y tras esforzada carrera recibió dos bachilleratos en inglés y francés.
De vuelta a Quito, entró a estudiar Derecho.

### Sacerdocio
Se ordenó sacerdote en 1894.
Fue nombrado capellán de las madres Carmelitas, canónigo honorario de la Iglesia Catedral de Quito, provicario y vicario general de la Diócesis.
Fue electo diputado por el Pichincha para los años 89 y 90 y le correspondió dar su voto de aprobación al Tratado García-Herrera, de límites entre Ecuador y Perú.
Profesor de letras en la Universidad Central de Quito.

## Episcopado

### Obispo de Cuenca

#### Ordenación Episcopal
Fue ordenado en ese entonces obispo de Cuenca en 1907, pero a causa de la inestabilidad política que se vivía en dicho tiempo por causa del gobierno del entonces presidente Eloy Alfaro, tomó posesión en 1912, después de la revolución que terminara con la vida de Alfaro.

### Arzobispo de Quito
Fue nombrado Arzobispo de Quito  el 18 de enero de 1918.

### Fallecimiento

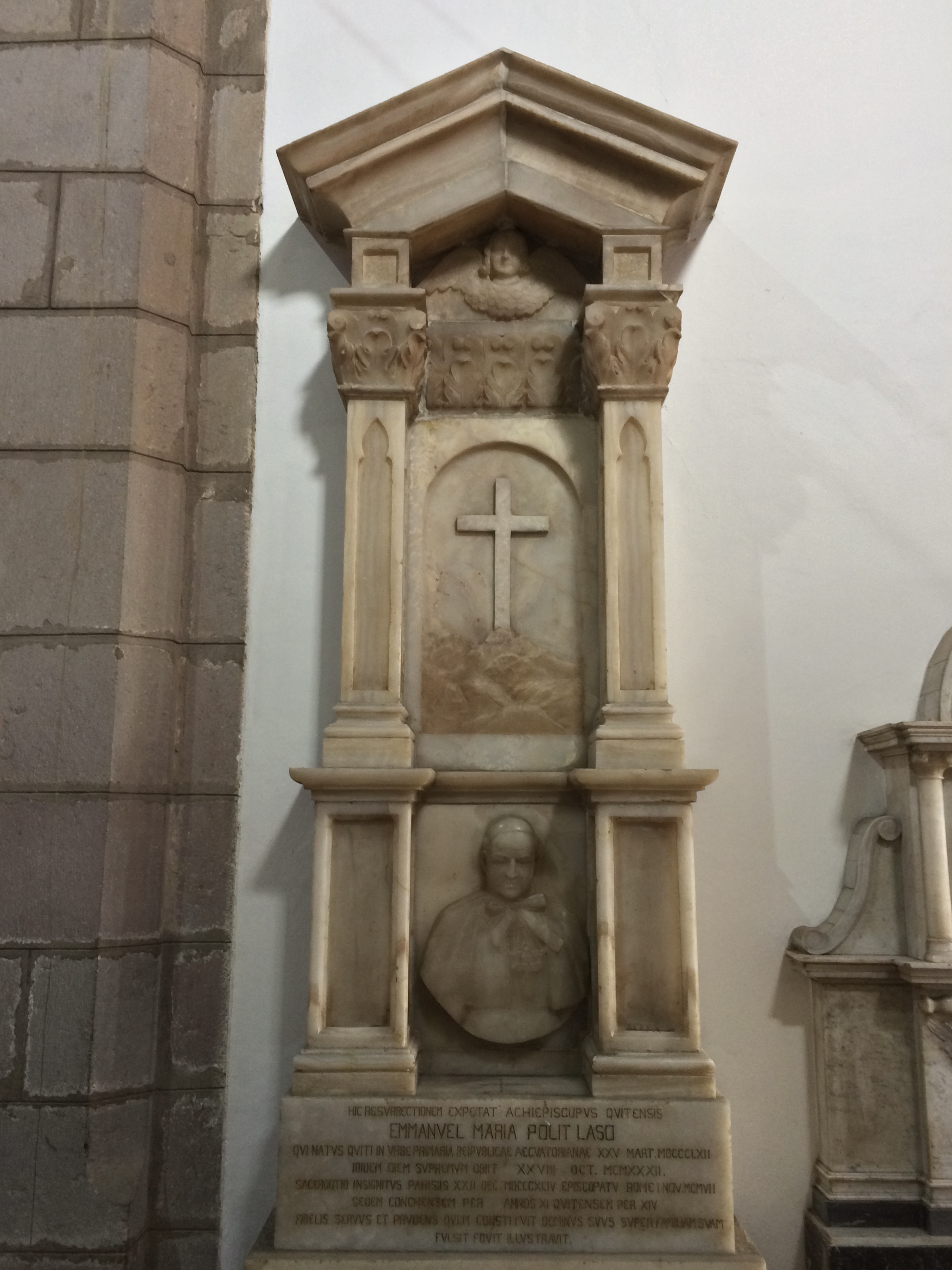
Mausoleo de Pólit Laso en la Catedral Metropolitana de Quito.

Falleció de un Infarto agudo de miocardio el 28 de octubre de 1932, dejando gran consternación no solo en Quito, sino en todo el país.